# Cymbiodyta arizonica
Cymbiodyta arizonica är en skalbaggsart som beskrevs av Ales Smetana 1974. Cymbiodyta arizonica ingår i släktet Cymbiodyta och familjen palpbaggar. Inga underarter finns listade i Catalogue of Life.